# Gabriel Nigon
Gabriel Nigon (5 aprile 1956) è un ex schermidore svizzero, vincitore di due medaglie d'argento ai campionati mondiali di scherma.